# Hainanboszanger
De hainanboszanger (Phylloscopus hainanus) is een zangvogel uit de familie Phylloscopidae. Het is een kwetsbare, endemische vogelsoort in zuidelijk China.

## Ontdekking als nieuwe soort
De vogel werd in 1993 beschreven, maar bleek al langer - het eerste exemplaar al in 1962- voor te komen in collecties in Chinese musea, gedetermineerd als ondersoort van de goudkroonboszanger. Aanvullend veldonderzoek tussen 1986 en 1990 toonde aan dat het een nieuwe soort betrof die alleen op het eiland Hainan voorkomt.

## Kenmerken
De vogel is 10 tot 11 cm lang, iets kleiner dan de fitis. De vogel is groen van boven en licht, okerkleurig geel van onder. Er zijn twee vleugelstrepen. Kenmerkend zijn een gele wenkbrauwstreep, met daaronder een smalle donkere oogstreep en over het midden van de kruin weer een lichtgele kruinstreep en smalle, lichte buitenste staartveren.

## Verspreiding en leefgebied
Deze soort is waargenomen op acht locaties op het eiland Hainan. Het leefgebied is secundair bos en struikgewas in heuvelland en middengebergte tussen de 640 en 1500 m boven zeeniveau.

## Status
De hainanboszanger heeft een beperkt verspreidingsgebied en daardoor is de kans op uitsterven aanwezig. De grootte van de populatie werd in 2016 door BirdLife International geschat op 1500 tot 7000 individuen en de populatie-aantallen nemen af door habitatverlies. Het leefgebied wordt aangetast door ontbossing waarbij natuurlijk bos wordt omgezet in gebied voor agrarisch gebruik (rubberplantages). Om deze redenen staat deze soort als kwetsbaar op de Rode Lijst van de IUCN.